# Grande Prêmio da Hungria de 2011
O Grande Prémio da Hungria de 2011 foi a décima primeira corrida da temporada de 2011 da Fórmula 1. A prova foi realizada em Hungaroring.

## Resultados

### Treino classificatório
| #                        | Nº | Piloto             | Equipe               | Q1       | Q2       | Q3       | voltas |
| ------------------------ | -- | ------------------ | -------------------- | -------- | -------- | -------- | ------ |
| 1                        | 1  | Sebastian Vettel   | Red Bull-Renault     | 1:21.740 | 1:21.095 | 1:19.815 | 14     |
| 2                        | 3  | Lewis Hamilton     | McLaren-Mercedes     | 1:21.636 | 1:21.105 | 1:19.978 | 12     |
| 3                        | 4  | Jenson Button      | McLaren-Mercedes     | 1:22.038 | 1:20.578 | 1:20.024 | 15     |
| 4                        | 6  | Felipe Massa       | Ferrari              | 1:22.130 | 1:21.099 | 1:20.350 | 15     |
| 5                        | 5  | Fernando Alonso    | Ferrari              | 1:21.578 | 1:20.262 | 1:20.365 | 15     |
| 6                        | 2  | Mark Webber        | Red Bull-Renault     | 1:22.208 | 1:20.890 | 1:20.474 | 16     |
| 7                        | 8  | Nico Rosberg       | Mercedes             | 1:22.996 | 1:21.243 | 1:21.098 | 12     |
| 8                        | 14 | Adrian Sutil       | Force India-Mercedes | 1:22.237 | 1:22.000 | 1:21.445 | 19     |
| 9                        | 7  | Michael Schumacher | Mercedes             | 1:22.876 | 1:21.852 | 1:21.907 | 17     |
| 10                       | 17 | Sergio Perez       | Sauber-Ferrari       | 1:23.067 | 1:22.157 | s/ tempo | 16     |
| 11                       | 15 | Paul di Resta      | Force India-Mercedes | 1:22.976 | 1:22.256 |          | 13     |
| 12                       | 10 | Vitaly Petrov      | Renault              | 1:23.070 | 1:22.284 |          | 14     |
| 13                       | 16 | Kamui Kobayashi    | Sauber-Ferrari       | 1:23.278 | 1:22.435 |          | 16     |
| 14                       | 9  | Nick Heidfeld      | Renault              | 1:23.024 | 1:22.470 |          | 14     |
| 15                       | 11 | Rubens Barrichello | Williams-Cosworth    | 1:23.075 | 1:22.684 |          | 16     |
| 16                       | 19 | Jaime Alguersuari  | Toro Rosso-Renault   | 1:23.285 | 1:22.979 |          | 10     |
| 17                       | 12 | Pastor Maldonado   | Williams-Cosworth    | 1:23.847 | s/ tempo |          | 9      |
| 18                       | 18 | Sebastien Buemi    | Toro Rosso-Renault   | 1:24.070 |          |          | 9      |
| 19                       | 20 | Heikki Kovalainen  | Lotus-Renault        | 1:24.362 |          |          | 8      |
| 20                       | 21 | Jarno Trulli       | Lotus-Renault        | 1:24.534 |          |          | 7      |
| 21                       | 24 | Timo Glock         | Virgin-Cosworth      | 1:26.294 |          |          | 10     |
| 22                       | 23 | Vitantonio Liuzzi  | HRT-Cosworth         | 1:26.323 |          |          | 11     |
| 23                       | 22 | Daniel Ricciardo   | HRT-Cosworth         | 1:26.479 |          |          | 11     |
| 24                       | 25 | Jerome d'Ambrosio  | Virgin-Cosworth      | 1:26.510 |          |          | 8      |
| Tempo dos 107%: 1:27.288 |    |                    |                      |          |          |          |        |

### Corrida

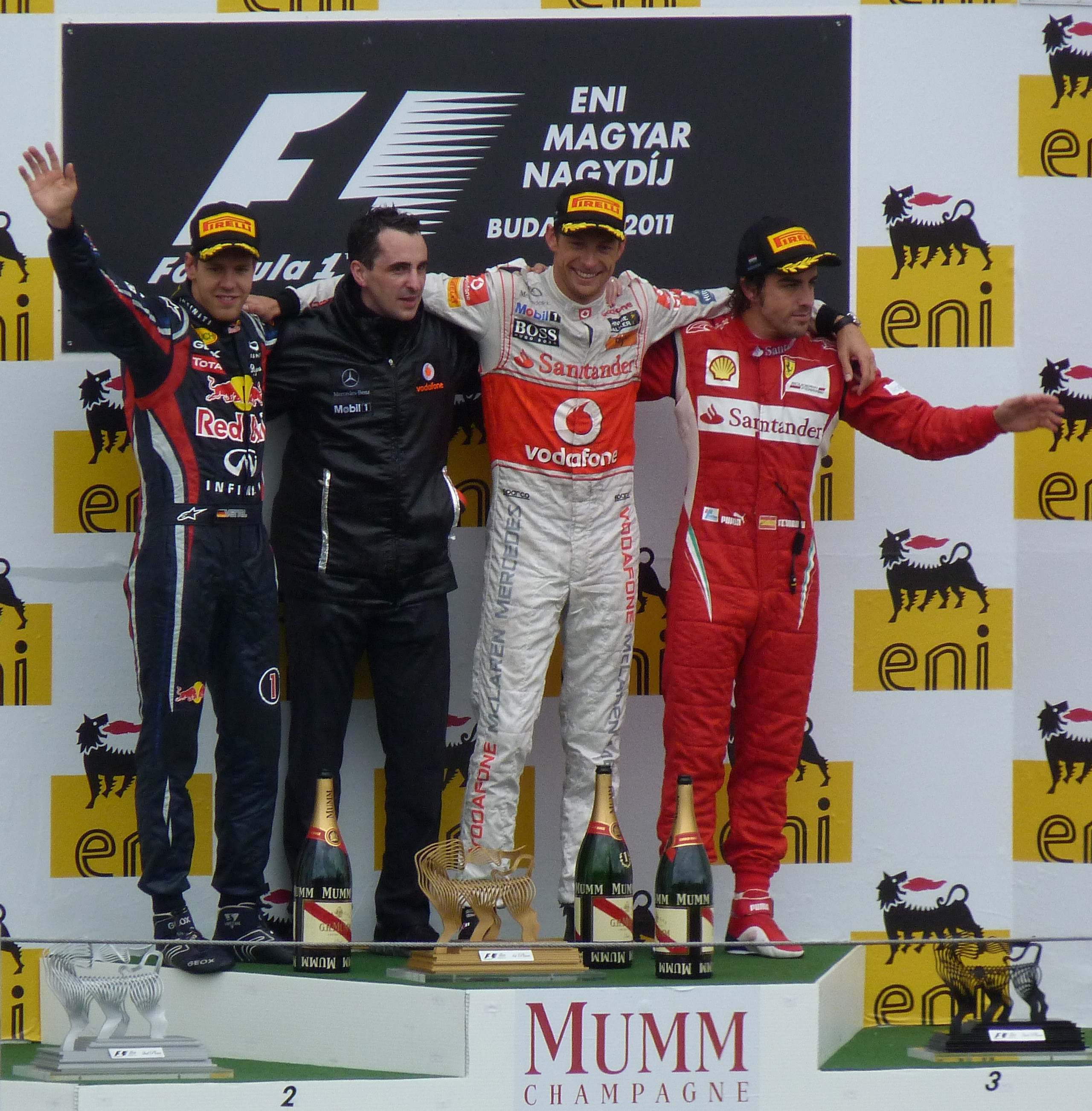
Vettel, Button e Alonso no pódio do GP da Hungria de 2011

| #   | Nº | Piloto             | Equipe               | Voltas | Tempo          | Grid | Pontos |
| 1   | 4  | Jenson Button      | McLaren-Mercedes     | 70     | 1h 43m 42s.337 | 3    | 25     |
| 2   | 1  | Sebastian Vettel   | Red Bull-Renault     | 70     | +3.588 s       | 1    | 18     |
| 3   | 5  | Fernando Alonso    | Ferrari              | 70     | +19.819 s      | 5    | 15     |
| 4   | 3  | Lewis Hamilton     | McLaren-Mercedes     | 70     | +48.338 s      | 2    | 12     |
| 5   | 2  | Mark Webber        | Red Bull-Renault     | 70     | +49.742 s      | 6    | 10     |
| 6   | 6  | Felipe Massa       | Ferrari              | 70     | +83.176 s      | 4    | 8      |
| 7   | 15 | Paul di Resta      | Force India-Mercedes | 69     | +1 volta       | 11   | 6      |
| 8   | 18 | Sebastien Buemi    | Toro Rosso-Ferrari   | 69     | +1 volta       | 23   | 4      |
| 9   | 8  | Nico Rosberg       | Mercedes             | 69     | +1 volta       | 7    | 2      |
| 10  | 19 | Jaime Alguersuari  | Toro Rosso-Ferrari   | 69     | +1 volta       | 16   | 1      |
| 11  | 16 | Kamui Kobayashi    | Sauber-Ferrari       | 69     | +1 volta       | 13   |        |
| 12  | 10 | Vitaly Petrov      | Renault              | 69     | +1 volta       | 12   |        |
| 13  | 11 | Rubens Barrichello | Williams-Cosworth    | 68     | +2 voltas      | 15   |        |
| 14  | 14 | Adrian Sutil       | Force India-Ferrari  | 68     | +2 voltas      | 8    |        |
| 15  | 17 | Sergio Perez       | Sauber-Ferrari       | 68     | +2 voltas      | 10   |        |
| 16  | 12 | Pastor Maldonado   | Williams-Cosworth    | 68     | +2 voltas      | 17   |        |
| 17  | 24 | Timo Glock         | Virgin-Cosworth      | 66     | +4 voltas      | 20   |        |
| 18  | 22 | Daniel Ricciardo   | Hispania-Cosworth    | 66     | +4 voltas      | 22   |        |
| 19  | 25 | Jerome d'Ambrosio  | Virgin-Cosworth      | 65     | +5 voltas      | 24   |        |
| 20  | 23 | Vitantonio Liuzzi  | Hispania-Cosworth    | 65     | +5 voltas      | 21   |        |
| Ret | 20 | Heikki Kovalainen  | Lotus-Renault        | 55     | Abandonou      | 18   |        |
| Ret | 7  | Michael Schumacher | Mercedes             | 26     | Abandonou      | 9    |        |
| Ret | 9  | Nick Heidfeld      | Renault              | 23     | Abandonou      | 14   |        |
| Ret | 21 | Jarno Trulli       | Lotus-Renault        | 23     | Abandonou      | 14   |        |

## Tabela do campeonato após a corrida
Observe que somente as cinco primeiras posições estão incluídas na tabela.
| Pos | Var     | Piloto           | Pontos |
| --- | ------- | ---------------- | ------ |
| 1   | Estável | Sebastian Vettel | 234    |
| 2   | Estável | Mark Webber      | 149    |
| 3   | Estável | Lewis Hamilton   | 146    |
| 4   | Estável | Fernando Alonso  | 145    |
| 5   | Estável | Jenson Button    | 134    |

| Pos | Var     | Construtor       | Pontos |
| --- | ------- | ---------------- | ------ |
| 1   | Estável | Red Bull-Renault | 383    |
| 2   | Estável | McLaren-Mercedes | 280    |
| 3   | Estável | Ferrari          | 215    |
| 4   | Estável | Mercedes         | 80     |
| 5   | Estável | Renault          | 66     |